# William Bainbridge
Pour les articles homonymes, voir Bainbridge.
William Bainbridge, né le 7 mai 1774 à Princeton et mort le 27 juillet 1833 à Philadelphie, d'une pneumonie, est un commodore dans la marine des États-Unis.

## Biographie
Au cours de sa carrière dans la marine, il a servi sous six présidents à partir de John Adams et se distingue par ses nombreuses victoires en mer. Il a commandé plusieurs navires de guerre célèbres, dont l'USS Constitution et a participé à la quasi-guerre, la guerre de Tripoli, la guerre anglo-américaine de 1812 et la seconde guerre barbaresque.
Bainbridge était au commandement de l'USS Philadelphia quand le navire s'échoue au large des côtes de Tripoli.
Il est inhumé au Christ Church Burial Ground de Philadelphie.
Plusieurs navires ont été nommés USS Bainbridge en son honneur.